# ميروسلاف (مقاطعة زنويمو)
ميروسلاف (بالألمانية: Mißlitz) هي قرية في مقاطعة زنويمو في جمهورية التشيك.

## أعلام
- إزيدور نيومان

## روابط خارجية
- الموقع الرسمي